# 王延松
王延松，浙江上虞人。中華民國大陸時期上海的绸缎商。
王延松曾在东南商科大学就讀，但未畢業。王延松很早就在上海经营绸缎业。1927年秘密组织上海市商民协会，任执行委员，迎接国民革命军入沪。随即任上海特别市商人团体整理委员会常务委员、中國国民党上海特别市党务指导委员会委员。1930年上海市商会改组后任执行委员。同年创办大新绸缎局。1931年与骆清华等在上海发起成立上海绸业银行，王延松任董事长兼总经理，并任上海银行业同业公会执行委员，还兼任达隆毛线厂、华新印染公司董事长。中國抗日战爭爆发后，王延松将上海绸业银行撤往重庆。中國抗日战爭結束后回迁上海，仍任董事长兼总经理，并任中国银行、江苏银行董事，上海市银行公会常务理事、上海市绸缎商业同业公会监事、上海市参议员、上虞县银行董事长。上海戰役後繼續擔任上海绸业银行董事长。中華人民共和國成立前夕移居香港，隨後前往台灣繼續從事金融業，擔任台灣銀行顧問等職。1976年於台北病故。